# Bileaiivka
Biliaivka (în ucraineană Біляївка) este un oraș din regiunea Odesa, Ucraina.
Conform recensământului sovietic din anul 1939, populația localității era de 8.302 locuitori, dintre care 868 (10.46%) moldoveni (români), 6.884 (82.92%) ucraineni și 406 (4.89%) ruși.

## Demografie
Componența lingvistică a orașului Bileaiivka
     Ucraineană (82,97%)
     Rusă (14,45%)
     Alte limbi (1,7%)
Conform recensământului din 2001, majoritatea populației orașului Biliaivka era vorbitoare de ucraineană (82,97%), existând în minoritate și vorbitori de rusă (14,45%).

## Istorie
Imperiul Rus 1792–1917

 RSS Ucraineană 1920–1922

 Uniunea Sovietică 1922–1941

 Regatul României (Transnistria) 1941–1944

 Uniunea Sovietică 1944–1991

 Ucraina 1991–prezent 